# Drosanthemum autumnale
Drosanthemum autumnale är en isörtsväxtart som beskrevs av L. Bol. Drosanthemum autumnale ingår i släktet Drosanthemum och familjen isörtsväxter. Inga underarter finns listade i Catalogue of Life.